# 世田谷ボーイズ
世田谷ボーイズは日本のバンドである。

1999年結成。2007年インディーズデビュー。

## メンバー
- 中野 悠平（なかのゆうへい）ボーカル/ギター/キーボード
- 河口 翔（かわぐちしょう）ギター

## 概要
東京都世田谷区で結成された。
キャッチフレーズは「一度聞けば程度の差こそあれど誰もが気に入る無難なバンド」。

## 歴史[1][2]
1999年9月、中野悠平、河口翔（ギター）、A（ベース）、B（ドラム）の4人で「横浜久弥と世田谷ボーイズ」を結成。（「と」の表記は将棋の駒の「と」をかたどったもの。）
11月頃、バンド名を「世田谷ボーイズ」に改名。
12月、上用賀アートホールにて初ライブ。
2001年、コンピレーションアルバム「REALITY CHECK!2」に参加。
ラジオ初出演。トワ・エ・モワの芥川澄夫司会の世田谷FM「あくちゃんの部屋へようこそ」に40分生出演。(当時の編成はギター・ボーカル&バイオリン。)
2002年、YAMAHA TEEN'S MUSIC FESTIVAL地区予選に出演。1位通過と観客投票数を1位を獲得する。
YAMAHA TEEN'S MUSIC FESTIVAL ZEPP TOKYO大会に出演。観客投票数1位を獲得する。
突然の無期限活動休止宣言。その月のうちに活動を再開する。
TOKYO FM・RIP SLYMEのストレイトアウトトーキョーⅢにて楽曲「マジックプライス」が紹介される。
2007年、インディーズ単独デビュー。
テレビ朝日、「悲宝館」にて楽曲「あばよ青春」が紹介される。
佐々木康成(ベース)が加入。ボーカル曲を持つまでになるも、その後、故郷へ戻る。

2008年、プラチナムプロダクションに所属。
2009年、SUMMER SONICに出演。
2010年、河口翔が脱退。TOKYO FM・PaniCrewもりちのＭｕｓｉｃ Ｙ２スペイン坂公開収録に出演。
ミドリカワ書房との２マンライブを行う。
2013年、JRA馬事公苑での世田谷ふるさと区民まつりフィナーレイベントに出演。太田裕美と共演。
2014年、中野悠平がミドリカワ書房のアルバム「東京十景」のアレンジ、演奏、コーラスを担当する。

2020年、2021年、新型コロナウイルス感染対策完全無観客配信ライブ「Social DistanSing」をスタッフすら入れずに行う。
2022年、河口翔が復帰。

## ディスコグラフィー[2]

### シングル
1. 世田谷片思い/ただ一度（2009年）
  1. 世田谷片思い
  2. ただ一度
  3. 世田谷片思い(オリジナル・カラオケ)
  4. ただ一度(オリジナル・カラオケ)
  5. 犬(仮)（初回のみ）

1. 遠く、ひとりごと(2011年)
  1. 遠く、ひとりごと
  2. 陰気
  3. 遠く、ひとりごと(オリジナル・カラオケ)
  4. 陰気(オリジナル・カラオケ)

1. 夏のお上品（2016年）
  1. 夏のお上品
  2. 自分の手を引いて

### アルバム

#### インディーズ
1. SHAKE&BABY（2007年4月21日）
  1. 制服ガール
  2. 歌うは君の波
  3. 春だけの花
  4. とっぽい男のブルース
  5. あばよ青春
  6. SHAKE IT UP BABY
  7. SHAKE DYNAMITE～俺たちに足はある～
  8. のんきもん
  9. あの夏に願い事
  10. タイム・マシーン
  11. マジックプライス
  12. O.P.E.N.
  13. 秋だったね
  14. お前LOVE

1. 爽快な貧乏（2012年12月20日）
  1. 歌うは君の波(爽快な貧乏 ver.)
  2. 2002(爽快な貧乏 ver.)
  3. 子犬（仮）(爽快な貧乏 ver.)
  4. ユースホステル
  5. タイム・マシーン(爽快な貧乏 ver.)
  6. 肩も寄せずに(爽快な貧乏 ver.)
  7. ゆめ(爽快な貧乏 ver.)
  8. マジックプライス(爽快な貧乏 ver.)

1. バジパーク（2013年8月4日）
  1. 別嬪さんに劣等感
  2. その夜
  3. カラオケ
  4. ダンスビート
  5. 互恵

### DVD
1. 寄せ集めDVD 完全海賊版 画質B+
2. カラオケ
3. 2014世田谷区下北沢440

## アーティストによるカバー
| 歌手   |      | タイトル       | 収録                 | 品番 | 備考                   |
| ------ | ---- | -------------- | -------------------- | ---- | ---------------------- |
| BEEBEE | 2011 | 制服ガール2011 | 制服ガール2011(配信) |      | 「制服ガール」の替え歌 |

## ライブ
- SHAKE&BABYツアー（初の全国ツアー）（2007年）